# Forschungsstelle Küste
Die Forschungsstelle Küste (FSK) ist eine Abteilung des Niedersächsischen Landesbetriebs für Wasserwirtschaft, Küsten- und Naturschutz (NLWKN) im Geschäftsbereich des Niedersächsischen Umweltministeriums. Sie hatte ihren Sitz bis 2021 auf der Nordseeinsel Norderney. Seither ist sie übergangsweise in Norden ansässig.

## Aufgaben
Der NLWKN beschreibt die Aufgaben der Forschungsstelle:„Grundlagenerarbeitung und angewandte Drittmittelforschung im Küstengebiet, Erweiterung des Instrumentariums durch Eignungsprüfung und methodische Weiterentwicklung, Operationalisierung von Erkenntnissen aus der Grundlagenforschung, Arbeiten für Projekte der Landesverwaltung, bei denen wissenschaftlicher Sachverstand sowie Kenntnisse planrechtlicher Randbedingungen für die Gutachtenerstellung erforderlich sind, Beratung und Gutachtenerstellung für Raumordnungs-, Planfeststellungs- und Einvernehmensbehörden hinsichtlich anspruchsvoller ingenieur- und naturwissenschaftlicher Fragestellungen.“ In ihrer fachlichen Beurteilung ist die Forschungsstelle Küste eine unabhängige Institution.
Die Aufgaben gliedern sich in den Bereich Hydromorphologie, das Küsteningenieurwesen, die Gewässervermessung sowie den Sturmflutwarndienst für das gesamte niedersächsische Tidegebiet.
Die Forschungsstelle Küste wirkte an dem niedersächsischen Vorhaben „Klimafolgenforschung in Niedersachsen“ (KLIFF) mit und hatte im Bereich „Veränderliches Küstenklima – Evaluierung von Anpassungsstrategien im Küstenschutz“ (Projekt A-KÜST) die Federführung.  Die Forschungsstelle bearbeitete die Teilprojekte „Sturm-, Wasserstands- und Seegangsentwicklung in der südlichen Nordsee bei Klimaänderungen“, „Regionale Sturmflut- und Seegangsentwicklung im Emsästuar“, „Belastungen von Küstenschutzwerken bei Klimaänderungen und alternative Strategien im Insel- und Küstenschutz“, „Änderungen der Hydro- und Sedimentdynamik im Ostfriesischen Wattenmeer“ sowie „Salzwassereintrag in die Unterweser und Wasserhaushalt angrenzender tidebeeinflusster Gewässer“.

## Geschichte

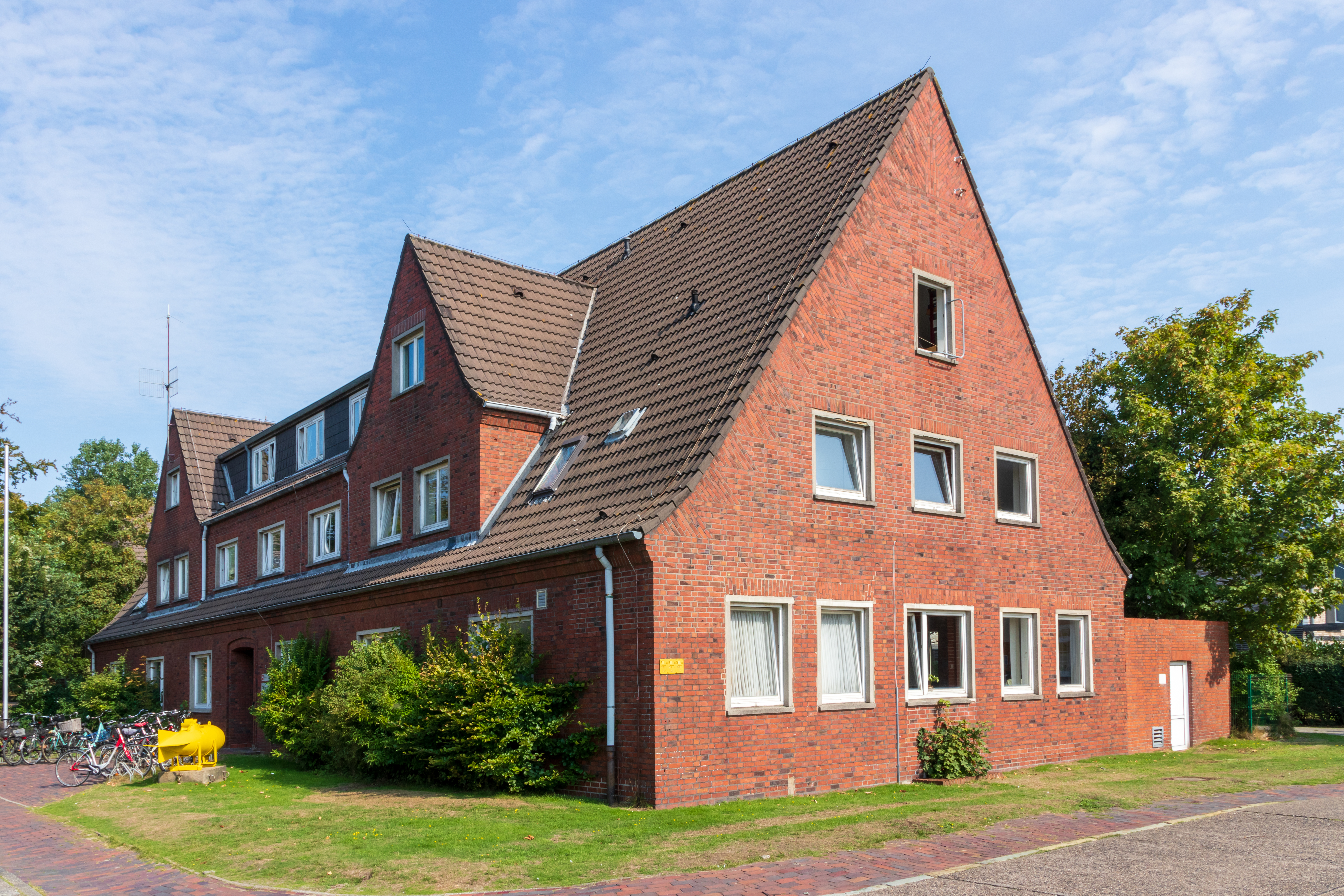
Ehemaliger Sitz der Forschungsstelle Küste an der Mühle auf Norderney

Die Forschungsstelle Küste wurde 1937 als Vorarbeitenstelle der preußischen Wasserbauverwaltung gegründet und hatte ihren Sitz in Norden. Küstenschutz, Landgewinnung und Holz als Baustoff im Küstenschutz waren die ersten Themen, die ganzheitlich und interdisziplinär von Ingenieuren und Naturwissenschaftlern bearbeitet wurden. Nach der Gründung der Bundesrepublik wurde die Forschungsstelle Teil der Bundeswasserstraßenverwaltung und ihr Aufgabengebiet auf das ganze tidebeeinflusste niedersächsische Küstengebiet ausgedehnt. Von 1954 an wurde die Forschungsstelle eine Einrichtung des Landes Niedersachsen, gehörte zum Geschäftsbereich des Niedersächsischen Landwirtschaftsministeriums, dann des 1986 gegründeten Niedersächsischen Umweltministeriums, ab 1993 als Teil des Niedersächsischen Landesamtes für Ökologie, seit 2005 des Niedersächsischen Landesbetriebs für Wasserwirtschaft, Küsten- und Naturschutz.

## Sitz
Die Forschungsstelle hatte ihren Sitz bis 2021 auf der Ostfriesischen Insel Norderney. Seither ist sie übergangsweise in Norden ansässig. Ab Ende 2024 soll die Forschungsstelle einen Neubau direkt hinter dem Deich im Zentrum von Norddeich beziehen.
Die Verlegung wurde im Herbst 2019 vom Niedersächsischen Umweltministerium angekündigt. Der Sitz der Forschungsstelle auf Norderney lag unmittelbar neben der Inselmühle Norderney (An der Mühle 5, 26548 Norderney).